# Rosa Amelia Guzmán
Rosa Amelia Guzmán fue una periodista, feminista y sufragista salvadoreña. Se convertiría más tarde en la segunda esposa del expresidente salvadoreño Arturo Araujo y fue una de las tres primeras mujeres en ser electas diputadas de la Asamblea Legislativa de El Salvador.

## Activismo
Ya en 1935, las principales mujeres intelectuales en El Salvador, incluidas Guzmán, Tránsito Huezo Córdova de Ramírez, Claudia Lars, Matilde Elena López, María Loucel, Ana Rosa Ochoa y Lilian Serpas, transmitían programas a través de la primera estación de radio privada de El Salvador, La Voz de Cuscatlán discutiendo temas sociales y políticos.En 1945, Guzmán y Ana Rosa Ochoa fundaron la revista Tribuna Femenina como la voz oficial de la Asociación de Mujeres Democráticas de El Salvador. El objetivo de la Asociación era alcanzar el sufragio para todas las mujeres en una sociedad democrática. En 1947, Guzmán, Ochoa, Huezo Córdova y otros se unieron a Graciela de Alfaro Jovel, Marina de Barrios, Luz Cañas Arocha, Lucila de González, Salvadora de Marroquín, Clara Luz Montalvo, Olivia Montalvo, María Cruz Palma (luego de Yáñes), Ada Gloria Parreles, Laura de Paz, Estebana Perla, Soledad de Rivera Escobar, María Solano de Guillén y Faustina Villegas para formar la Liga Femenina Salvadoreña (LFS). Más tarde ese mismo año, Guzmán y Ochoa fueron los representantes de la EPA en el Primer Congreso Interamericano de Mujeres, celebrado en la Ciudad de Guatemala, Guatemala, para discutir iniciativas internacionales de paz, sufragio regional y estrategias de libertades civiles.

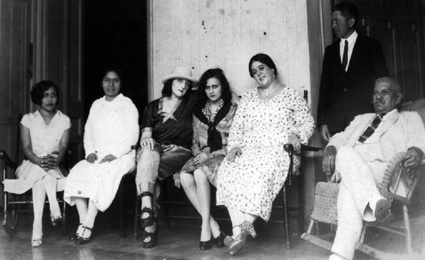
Liga Femenina Salvadoreña

En 1950, Guzmán y la LFS presionaron a Reynaldo Galindo Pohl, jefe de la Asamblea Constituyente para que otorgara a las mujeres el derecho al voto. Tras su éxito, presionaron por ordenanzas para proteger los derechos de los niños, incluidos los nacidos fuera del matrimonio, huérfanos o delincuentes.En el mismo año, Tribuna Femenina cambió su nombre a Heraldo Femenino y amplió su alcance para incluir la paridad económica para las mujeres.Alrededor de este tiempo, el nombre de Guzmán comenzó a aparecer como Rosa Amelia Guzmán de Araujo, ya que se había casado con el expresidente Arturo Araujo, que era ingeniero. Tuvieron un hijo, Armando Araujo. En 1956, Guzmán de Araujo, Blanca Ávalos de Méndez y María Isabel Rodríguez, fueron elegidas para servir como las primeras mujeres diputadas en la Asamblea Legislativa de El Salvador.